# Adolfo Baturone Colombo
Adolfo Baturone Colombo (San Fernando, 24 de febrero de 1904–San Fernando, 10 de noviembre de 1999) fue un militar español, ministro de Marina durante el franquismo (1969-1973).

## Biografía
Inició su carrera castrense ingresando en la Escuela Naval Militar en 1920, cuando sólo tenía quince años. Alférez de navío en 1924, tomó parte en la guerra de Marruecos a bordo del cañonero Bonifaz. Entre 1929 y 1933 fue profesor de la Escuela Naval, teniendo como alumno al entonces infante don Juan de Borbón y Batemberg. Durante la guerra civil española mandó el patrullero Pemartín y fue segundo comandante del cañonero Cánovas del Castillo.
En 1950 fue ascendido a capitán de navío,  y fue nombrado jefe del Estado Mayor del Departamento Marítimo de Cádiz. Posteriormente fue jefe del Sector Naval de Cataluña, y jefe de la Agrupación Naval del Estrecho.
Ascendido a vicealmirante en 1965, fue jefe del Servicio de Personal del Ministerio de Marina. En 1967 era designado almirante y jefe del Estado Mayor de la Armada. En la remodelación de gobierno de octubre de 1969, Adolfo Baturone fue nombrado por Francisco Franco ministro de Marina.
Desempeñó el cargo durante cuatro años, hasta junio de 1973, momento en que el almirante Luis Carrero Blanco se hacía cargo de la presidencia del Gobierno y designaba en su reemplazo a Gabriel Pita da Veiga y Sanz. Un año después, Baturone Colombo pasaba a la reserva.
Fue supernumerario del Opus Dei.
| Predecesor: Rafael Fernández de Bobadilla | Jefe del Estado Mayor de la Armada -            | Sucesor: Enrique Barbudo Duarte       |
| Predecesor: Pedro Nieto Antúnez           | Ministro de Marina 30 de octubre de 1969 - 1973 | Sucesor: Gabriel Pita da Veiga y Sanz |